# Ryūji Miura
Pour les articles homonymes, voir Miura (homonymie).
Ryūji Miura (三浦龍司, Miura Ryūji), né le 11 février 2002 à Hamada, au Japon, est un athlète japonais, spécialiste du 3 000 m steeple.

## Biographie
Vainqueur du 3 000 m steeple lors des championnats du Japon 2021, Ryūji Miura participe aux Jeux olympiques de 2020 à Tokyo et se classe 7e de la finale après avoir établi un nouveau record du Japon lors des séries en 8 min 9 s 92.
En 2023 il bat son record d'un centième au Meeting de Paris, où Lamecha Girma bat le record du monde.

## Palmarès
| Date | Compétition           | Lieu     | Résultat | Épreuve     | Temps         |
| ---- | --------------------- | -------- | -------- | ----------- | ------------- |
| 2021 | Jeux olympiques       | Tokyo    | 7e       | 3 000 m st. | 8 min 16 s 90 |
| 2023 | Championnats du monde | Budapest | 6e       | 3 000 m st. | 8 min 13 s 70 |
| 2024 | Jeux olympiques       | Paris    | 8e       | 3 000 m st. | 8 min 11 s 72 |

## Records
| Épreuve         | Temps             | Lieu   | Date            |
| --------------- | ----------------- | ------ | --------------- |
| 3 000 m steeple | 8 min 3 s 43 (NR) | Monaco | 11 juillet 2025 |